# Ihr Leibregiment
Ihr Leibregiment ist eine deutsche Filmromanze aus dem Jahre 1955 von Hans Deppe mit Ingrid Andree, Gerhard Riedmann und Wolf Albach-Retty in den Hauptrollen.

## Handlung
Die Geschichte zeigt einige Parallelen zu der damals „skandalumwitterten“ Beziehung zwischen der britischen Prinzessin Margaret und dem Fliegeroffizier Peter Townsend. 
Die in diesem Film erzählten Geschehnisse finden in einem europäischen Phantasiefürstentum statt. Dort lebt die ebenso eigenwillige wie hübsche Prinzessin Ingrid. Als ihr persönlicher Adjutant dient der bürgerliche Rittmeister Alexander, quasi als ihr Leibregiment. Sie verliebt sich in den schmucken Gardeoffizier, entlässt ihn jedoch in einem Anfall von temperamentsbedingter Überreaktion, als sie von einer angeblichen Liaison Alexanders mit einer anderen Frau erfährt. 
Bald klären sich jedoch die Dinge, und die beiden Turteltauben versöhnen sich wieder. Als nun eine Heirat ins Auge gefasst wird, funkt der Hof dazwischen und man versetzt Alexander, mit einer neuen Mission betraut, eilig fern des Fürstentums. Anders als in der Affäre zwischen Margaret und Townsend trennen sich die beiden zwar, wissen aber, dass sie sich wieder sehen werden und dass sie dann niemand mehr jemals auseinanderbringen werden kann.

## Produktionsnotizen

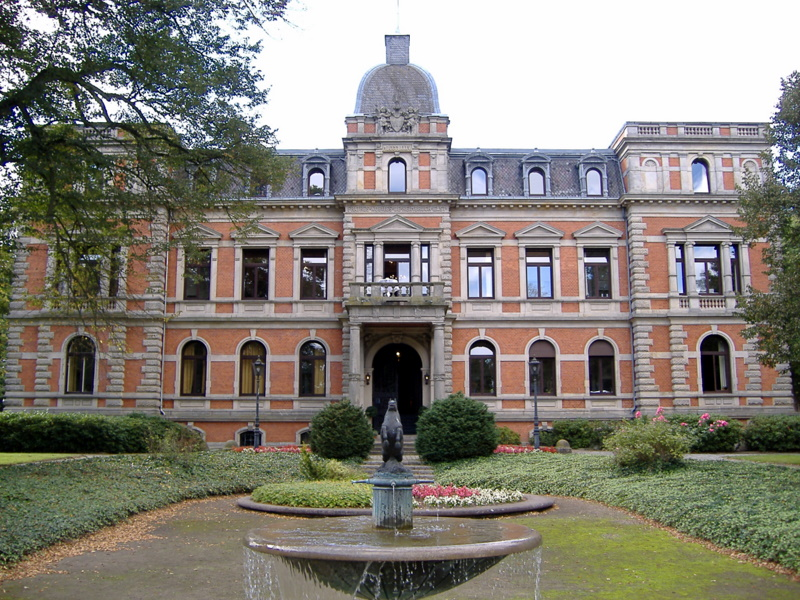
Drehort Schloss Etelsen

Ihr Leibregiment entstand in Schloss Etelsen (links) bei Verden an der Aller sowie im Charlottenburger Schloss zu Berlin. Der Film wurde am 20. Dezember 1955 in Hannover uraufgeführt, die Berliner Premiere war am 14. Februar 1956. 
Wilhelm Gernhardt übernahm die Herstellungsleitung, Johannes J. Frank die Produktionsleitung. Willi A. Herrmann und Heinrich Weidemann schufen die Filmbauten. Clemens Tütsch war Tontechniker. Trude Ulrich kreierte die Kostüme.

## Kritik
Im Lexikon des Internationalen Films heißt es: „Ein romantisches Lustspiel, das auch ein wenig auf die Tränendrüsen drückt.“